# Колар, Славко
Славко Колар (хорв. Slavko Kolar; 1 декабря 1891, с. Палешник, Гарешница — 15 сентября 1963, Загреб)— югославский и хорватский прозаик, драматург и сценарист.

## Биография

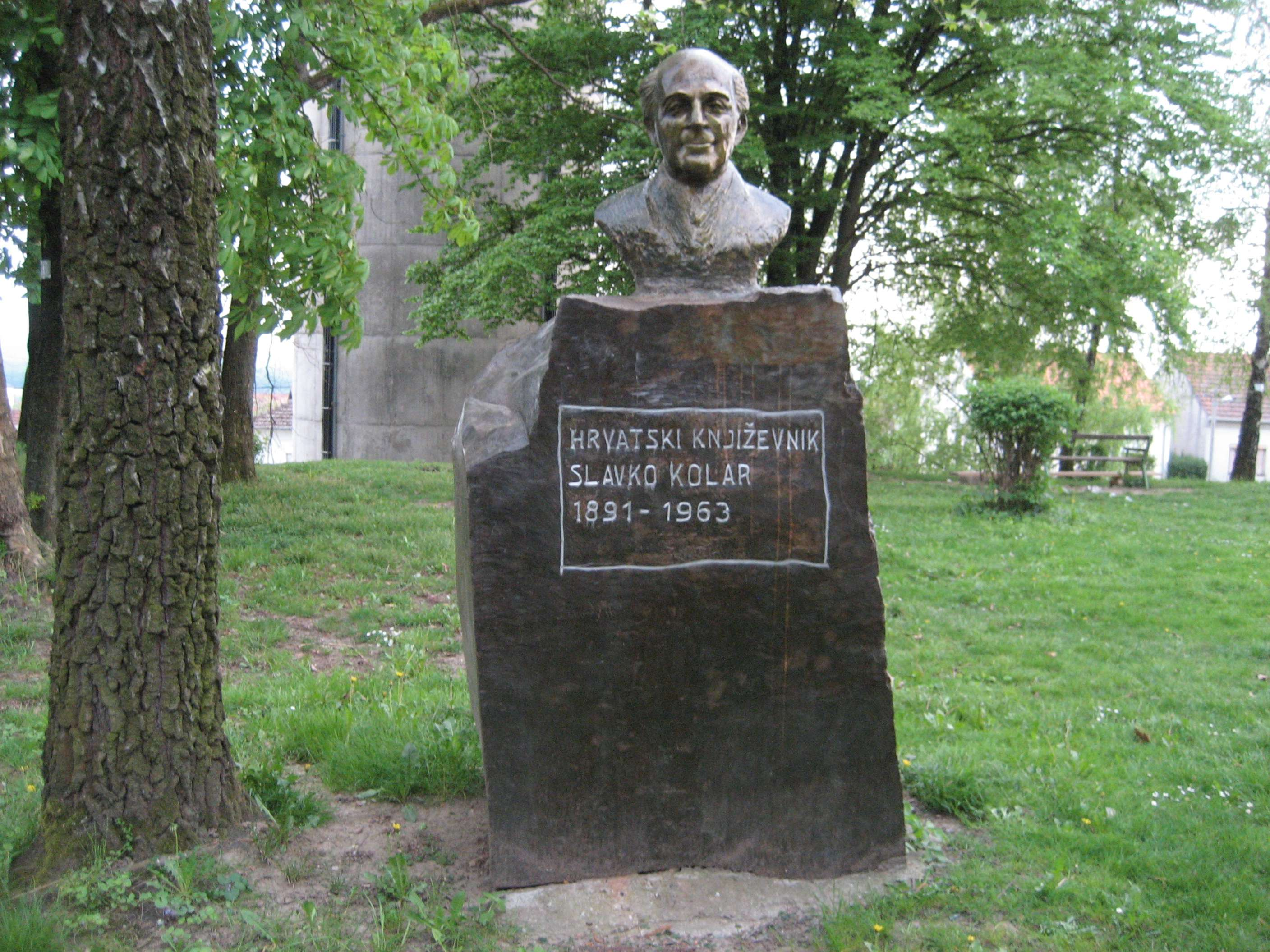
Памятник С. Колару в г. Чазма

Отец будущего писателя был учителем. Детство провел в доме родителей в г. Чазма, учился в пожегской и загребской гимназиях, получил сельскохозяйственное образование в Крижевцах. После Первой мировой войны продолжил своё образование во Франции. Вернувшись на родину, работал агрономом в Крижевцах, Чазме, Горни Хрушевец, Петринья, Славонски-Брод, Пожега и Божьяковина).

## Творчество
Первый сборник Колара «Улыбчатые рассказы» вышел в 1917 году.
Представитель демократического реалистического направления в хорватской литературе. Основная тема произведений автора — проблемы жизни крестьян и провинциальной интеллигенции. Произведения С. Колара из крестьянской жизни отличают простота композиции, сдержанность и суровость повествования. Блестящий юморист и сатирик. Книги С. Колара содержат элементы политической сатиры и юмора. Его талант особенно проявился в создании психологической сатиры.
Из под его пера вышло несколько сборников рассказов, шесть театральных пьес и четыре кино- и один телесценарий, восемь научно-популярных книг по вопросам агрономии и др.
При жизни автора было опубликовано более ста его произведений.
Умер в 1963 году и похоронен на Мирогойском кладбище г. Загреба.

## Избранная библиография
- сборники рассказов
  - «Улыбчатые рассказы» (1917)
  - «Есть мы или нас нет» (1933)
  - «Мы за справедливость» (1936)
  - «Пером и бороной» (1938)
  - «Назад в нафталин» (1946)
  - «Главное иметь шапку на голове» (1956)
  - «Избранные рассказы 1917—1957 гг.» (1958)
- сатирические произведения
  - «Куда идёшь, Европа?» (1938)
  - «Мигудац, или Защита и похвала трусости» (1956).
  - «Бунт рыцаря Йозы»
- киносценарии
  - Тела своего господин (1932)
  - Поезд вне расписания (1959)